# Стрептомицин
Стрептомици́н — один из ранних антибиотиков (после пенициллина), он же первый из группы аминогликозидов, а также первый, оказавшийся эффективным против туберкулёза и чумы. Долгое время считалось, что был открыт американским микробиологом Зельманом Ваксманом, но в реальности непосредственное открытие принадлежит 23-летнему аспиранту Ваксмана - Альберту Шацу. При этом влияние Ваксмана на исследования Щаца было огромным. Образуется в процессе жизнедеятельности лучистых грибов Streptomyces globisporus streptomycini или других видов Streptomyces spp..

## Фармакологическое действие
Антибиотик группы аминогликозидов широкого спектра действия. Оказывает бактериостатическое действие за счёт связывания с 30S субъединицей бактериальной рибосомы, что в дальнейшем приводит к распаду полирибосом, и, как следствие - дефектам при считывании информации с ДНК и синтезу неполноценных белков. В более высоких дозах оказывает бактерицидное действие за счет повреждения цитоплазматических мембран. 
Устойчив в слабокислой среде, легко разрушается в растворах крепких кислот и щелочей при нагревании.
Активен в отношении Mycobacterium tuberculosis, а также большинства грамотрицательных бактерий: Escherichia coli, Salmonella spp., Shigella spp., Yersinia spp., Haemophilus influenzae, Klebsiella spp. (в том числе Klebsiella pneumoniae), Neisseria gonorrhoeae, Neisseria meningitidis, Yersinia pestis, Francisella tularensis, Brucella spp., Proteus spp., Calymmatobacterium granulomatis (donovanosis, granuloma inguinale); некоторых граммположительных микроорганизмов - Staphylococcus spp. Умеренно активен в отношении Streptococcus spp. (в том числе Streptococcus pneumoniae), Enterococcus spp.
Эффективен от эндокардита, вызываемого Enterococcus faecalis или Streptococcus viridans в комбинации с пенициллином или ванкомицином.
Не активен в отношении анаэробных бактерий, семейства Spirochaetactaceae, Rickettsia spp., Pseudomonas aeruginosa.
Вторичная устойчивость бактерий развивается быстро. 

### Ототоксичность
Как и другие аминогликозиды, стрептомицин обладает ототоксическими свойствами и способен вызывать нейросенсорную тугоухость, повреждая нейроны внутреннего уха и слухового нерва. Симптоматически это проявляется шумом или звоном в ушах, ощущением «заложенности» ушей, снижением слуха  (вплоть до полной глухоты).